# Delectus Seminum in Horto Botanico Vratislaviensi Collectorum - A. 1838.
Delectus Seminum in Horto Botanico Vratislaviensi Collectorum - A. 1838 (abreviado Del. Sem. Hort. Vratisl. (1838)) fue una revista con ilustraciones y descripciones botánicas que fue editada en el año 1838.